# Silautiya
Silautiya (en népalais : सिलौटिया) est un comité de développement villageois du Népal situé dans le district de Rupandehi. Au recensement de 2011, il comptait 9 216 habitants.